# Crystal Lake (Illinois)
Crystal Lake es una ciudad ubicada en el condado de McHenry en el estado estadounidense de Illinois. En el Censo de 2010 tenía una población de 40 743 habitantes y una densidad poblacional de 829,74 personas por km².

## Geografía
Crystal Lake se encuentra ubicada en las coordenadas 42°13′57″N 88°20′7″O / 42.23250, -88.33528. Según la Oficina del Censo de los Estados Unidos, Crystal Lake tiene una superficie total de 49,1 km², de la cual 47,53 km² corresponden a tierra firme y (3,2%) 1,57 km² es agua.

## Demografía
Según el censo de 2010, había 40 743 personas residiendo en Crystal Lake. La densidad de población era de 829,74 hab./km². De los 40 743 habitantes, Crystal Lake estaba compuesto por el 90,19% blancos, el 0,98% eran afroamericanos, el 0,42% eran amerindios, el 2,51% eran asiáticos, el 0,02% eran isleños del Pacífico, el 4,07% eran de otras razas y el 1,8% pertenecían a dos o más razas. Del total de la población el 11,71% eran hispanos o latinos de cualquier raza.